# Saint-Loup-Cammas
Saint-Loup-Cammas är en kommun i departementet Haute-Garonne i regionen Occitanien i södra Frankrike. Kommunen ligger i kantonen Toulouse 15e Canton som tillhör arrondissementet Toulouse. År 2022 hade Saint-Loup-Cammas 2 343 invånare.

## Befolkningsutveckling
Antalet invånare i kommunen Saint-Loup-Cammas
Referens:INSEE